# 엑스맨: 다크 피닉스
《엑스맨: 다크 피닉스》(영어: Dark Phoenix)는 2019년 공개된 미국의 슈퍼 히어로 영화이다. 영화 엑스맨 시리즈의 12번째 작품이자, 새로운 엑스맨 3부작의 마지막 작품이다. 사이먼 킨버그의 영화 감독 데뷔작이며 각본 또한 맡았다.

## 배역
- 제임스 매커보이 - 찰스 자비에 / 프로페서 X 역
- 마이클 패스벤더 - 에릭 랜셔 / 매그니토 역
- 제니퍼 로렌스 - 레이븐 다크홈 / 미스틱 역
- 니콜라스 홀트 - 행크 매코이 / 비스트 역
- 소피 터너 - 진 그레이 / 다크 피닉스 역
  - 서머 폰태나 - 어린 진 그레이 역
- 타이 셰리던 - 스콧 서머스 / 사이클롭스 역
- 알렉산드라 십 - 오로로 먼도 / 스톰 역
- 코디 스밋맥피 - 쿠르트 바그너 / 나이트크롤러 역
- 에번 피터스 - 피터 막시모프 / 퀵실버 역
- 제시카 채스테인 - Vuk 역
- 한나 에밀리 앤더슨
- 코타 에버하트 - 셀레네 역
- 스콧 쉐퍼드 - 존 그레이 박사 역
- 다니엘 커드모어
- 라마르 존슨
- 타일러 엘리어트 버크
- 엣토 에산도 - 존스 역